# Ra (tỉnh)
Ra là một trong 14 tỉnh của Fiji. Tỉnh nằm trên phần phía bắc của đảo Viti Levu và là một trong 8 tám trên đảo. Tỉnh có diện tích 1341 km², và dân số năm 2007 là 29.464 người. Trung tâm đô thị chính là Vaileka, với dân số 3.361 người năm 1996.
Tỉnh bao gồm các quận Nalawa, Nakorotubu, Rakiraki, và Saivou.